# Kecamatan Jatiasih
Kecamatan Jatiasih är ett distrikt i Indonesien.   Det ligger i provinsen Jawa Barat, i den västra delen av landet, 15 km sydost om huvudstaden Jakarta.